# Ba (Fidji)
Pour les articles homonymes, voir Ba.

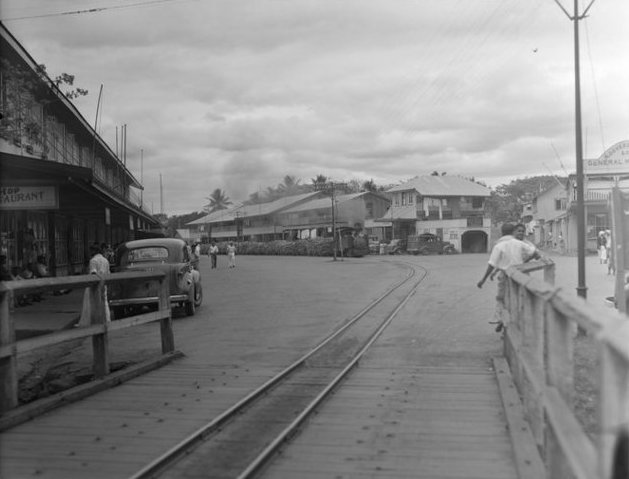

Ba est une ville fidjienne, à 37 kilomètres de Lautoka et 62 kilomètres de Nadi sur l'île Viti Levu (la plus grande île de l'archipel). D'une superficie de 327 km², la ville compte 18 526 habitants en 2007. La ville est située sur les rives de la rivière Ba.
C'est la ville où est né Vilimoni Delasau, joueur de rugby à XV et de rugby à sept international fidjien.
Ba possède un aéroport (code AITA : BFJ).